# Dolmen de Barrosa

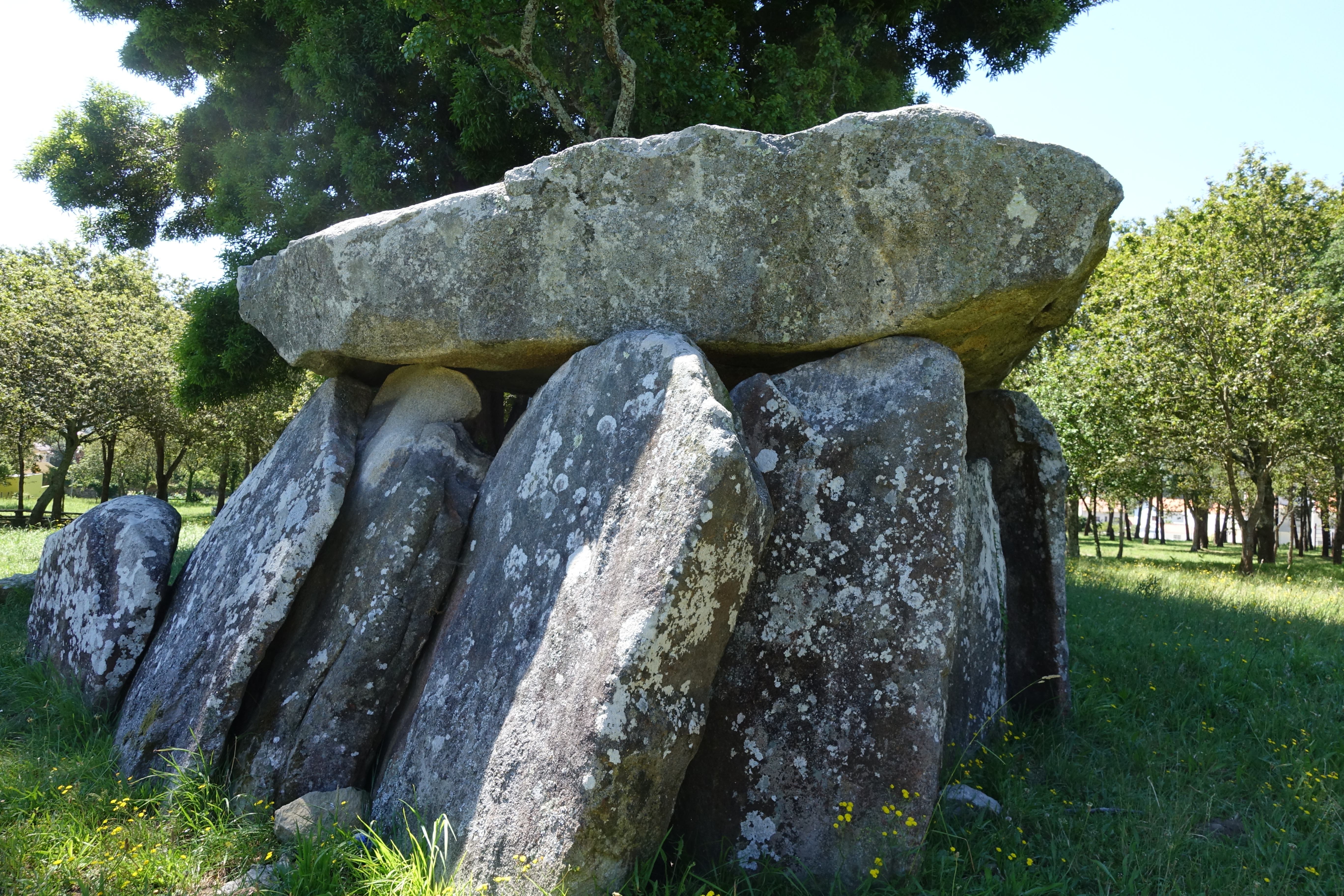
Dolmen de Barrosa, Vila Praia de Âncora

El Dolmen de Barrosa, també anomenat Lapa dos Mouros, es troba a la freguesia de Vila Praia de Âncora, al municipi de Caminha, al districte de Viana do Castelo, a Portugal.(1)

## Història
És un monument megalític aixecat al final del segle XXX ae (Neolític).
Està classificat com a Monument Nacional des del 1910.(1)

## Actualitat
Malgrat ser un monument nacional, el Dolmen de Barrosa estava en un terreny privat, i pràcticament amagat pels murs alts d'una quinta.
Els terrenys on el monument es troba estaven en litigi judicial i, el 2016, la Cambra Municipal de Caminha va pagar-hi una indemnització de 240.000 euros.
L'ajuntament va remodelar tota l'àrea del voltant del dolmen amb descens de murs, plantació d'arbres autòctons i la demolició de l'antiga pista de skate. El projecte de remodelació n'ha sorgit d'una candidatura al primer Pressupost Participatiu de Caminha. La inversió ronda els 28.000 euros.
En una segona fase, es construirà un nucli Museològic del Megalític. La candidatura per al Nucli Megalític es presentà al 2016 al programa "Nord 2020", però encara no ha estat aprovada.